# Erwin Robertson
Erwin Jorge Alberto Robertson Rodríguez (Santiago, 8 de agosto de 1947) es un historiador, abogado, escritor, helenista y académico chileno, conocido por ser una figura del neonazismo chileno y el redactor jefe de Revista Ciudad de los Césares.
Titulado de abogado (1978) y de una maestría en historia universal por la Universidad de Chile, ha sido académico del ex-pedagógico durante toda su carrera y por corto tiempo en la Universidad de Chile y la Universidad Andrés Bello. Si bien ha enfocado su trabajo principalmente a la historia antigua (particularmente de Grecia y Roma antigua), también ha hecho contribuciones al estudio y la historia del nacionalismo en Chile.
Algunos académicos ubican sus ideas como próximas a la escuela de pensamiento denominada Nueva Derecha europea, mientras que otros académicos y medios de comunicación como The Clinic y ADN Radio lo señalan como un referente del del neonazismo chileno. Robertson se identifica como nacionalista y distante de la «derecha política».
En la actualidad es miembro del Consejo Académico de la Universidad Metropolitana de Ciencias de la Educación, en donde impartió clases por más de cuatro décadas, siendo además uno de los principales investigadores en el Centro de Estudios Clásicos Giuseppina Grammatico Amari, perteneciente a la Facultad de Historia, Geografía y Letras. Fue director del respectivo Departamento de Historia y Geografía durante la Dictadura Militar (1987-8).

## Biografía
Desde muy joven adhirió al nacionalismo y el anticomunismo. Simpatizó con el nacionalismo duro liderado por Roberto Viaux, protagonista del tacnazo, y mientras era un estudiante de derecho en la Universidad de Chile, fue uno de los sospechosos en el asesinato de René Schneider. En 2009 asistió al funeral del diplomático y escritor nazi, Miguel Serrano, al que llegaron figuras como Tamara Acosta, Antonio Gil Íñiguez, Mary Rose Mc-Gill y el profesor Cristián Warnken.

### Estudios y labor académica
En 1966 ingresa a la Facultad de Derecho de la Universidad de Chile, cuyos estudios fueron interrumpidos por sus problemas con la justicia y el gobierno demócrata-cristiano de Eduardo Frei Montalva. En esta casa de estudios conoció y fue alumno del Premio Nacional de Historia Mario Góngora, quien ha sido una referencia intelectual durante toda su carrera académica y polemista. 
Retomó sus estudios y se tituló como abogado en 1978 con la tesis Ideas nacionalistas chilenas: Desarrollo de una escuela política (1910-1966), dirigida por el entonces profesor Adolfo Zaldívar). Un capítulo de este trabajo fue publicado como artículo y como libro bajo el título El nacismo chileno (1985), siendo citado en numerosos trabajos relativos al Movimiento Nacional-Socialista de Chile y su influencia posterior. La tesis completa ha sido publicada como Pensamiento nacionalista en Chile (2024) bajo la editorial Ed. Ignacio Carrera Pinto. Posee una maestría en Historia universal por la Universidad de Chile.
Conocido profesor de Historia Antigua, es invitado frecuente a las Semanas de Estudios Romanos organizadas por la Pontificia Universidad Católica de Valparaíso y otras conferencias afines en universidades de la capital. Ha sido profesor en su alma mater, en la Universidad Andrés Bello y en el Centro de Estudios Clásicos Giuseppina Grammatico Amari, fundado por el importante historiador clásico Héctor Herrera Cajas y ubicado en la Universidad Metropolitana de Ciencias de la Educación. En la actualidad es miembro del Consejo Académico del ex-pedagógico.
Se ha especializado en Historia de Grecia, Historia de Roma, Teoría de la Historia e Historia del pensamiento político.
Desde su número 27 (2016) es el editor de Limes: Revista de Estudios Clásicos, publicación oficial Centro de Estudios Clásicos, UMCE, de frecuencia anual y que publica artículos sobre filosofía, historia, arte, religión, mito, literatura, lingüística, filología y cultura clásica en general.

### Activismo político

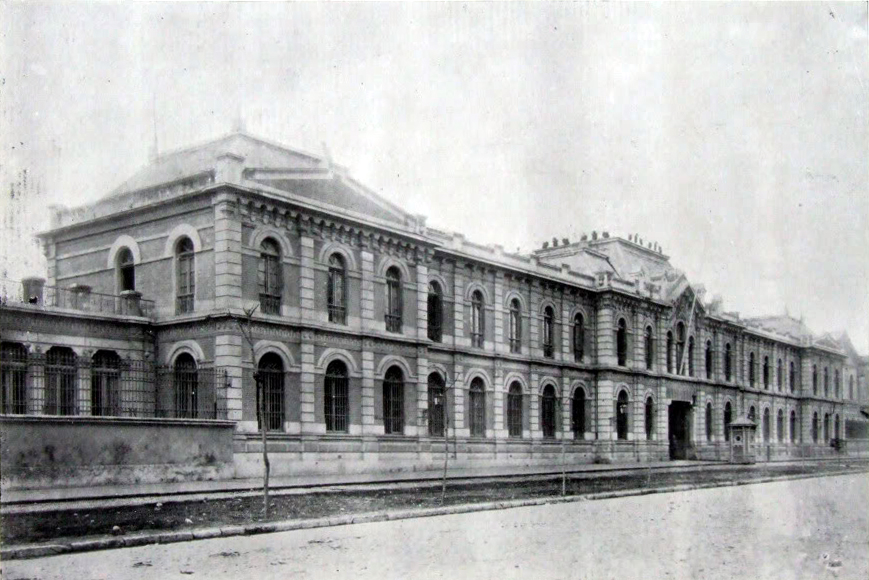
Tanto el grupo extremista Ofensiva Nacionalista de Liberación (ONL) como la revista Tacna tenían de claro referente al general Roberto Viaux, protagonista de la sublevación militar conocida como «tacnazo».

#### Ofensiva Nacionalista de Liberación
En 1969 es miembro fundador de la agrupación fascista (liderada por el entonces estudiante de ingeniera de la Universidad Chile, Enrique Arancibia Clavel) "Ofensiva Nacionalista", posteriormente "Ofensiva Nacionalista de Liberación" (ONL), integrada principalmente por jóvenes universitarios disidentes de los partidos corporativistas de la época (entre ellos el MRNS). Como en otros sectores del nacionalismo chileno, buena parte de su inspiración doctrinaria provenía del falangismo español, el pensamiento de Jorge Prat y el Movimiento Nacional-Socialista de Chile.
En octubre de 1970, y en el contexto del Caso Schneider, Robertson y otros dos miembros ONL tuvieron la misión de volar un paso a nivel en Av. Matta e imprimir panfletos culpando a un supuesto grupo de izquierda, hecho por el que fueron detenidos en el Parque Cousiño cuando se les sorprendió con 42 cartuchos de dinamita. Estuvieron en consecuencia presos y fueron condenados "en definitiva por el delito de conspirar para derrocar al gobierno constituido". La condena del joven Robertson fue, sin embargo, rebajada a 541 días de relegación penal.

#### Revista Tacna(1971-1973)
En 1971 comienza a colaborar en la recién creada Revista Tacna, dirigida por Sergio Miranda Carrington -profesor de derecho en la Pontificia Universidad Católica de Chile-, y que decía recoger la "tradición del pensamiento nacionalista chileno" (es decir, aquella originada por la generación de A. Edwards, F. A. Encina, L. Galdames y el posterior MNS de Carlos Keller) sumado a un profundo anticomunismo. Según Robertson, el principal objetivo del grupo era "la creación de un «orden nuevo» con la instauración de un Estado Militar, ya que a las FF.AA le adjudicaron la misión «patria» de poner fin al acabado sistema demo-liberal que tenía sumida a la nación en una crisis tan profunda, que había hecho posible la llegada del marxismo al poder". Si bien eran críticos de la Unidad Popular, apoyaron las medidas anticapitalistas del gobierno, entre ellas la nacionalización del cobre (situación que no evito que en sus páginas abogaran por una intervención militar para derrocar al jefe de Estado).
Más tarde, y en los últimos meses y días más críticos del gobierno de Salvador Allende, el grupo de Revista Tacna veía con urgencia la creación de un nuevo movimiento político. Un fallido alzamiento en Santiago tenía a los altos cargos del Frente Nacionalista Patria y Libertad (del que Robertson no tenía buena opinión) aislados en una embajada y al movimiento nacionalista sin líderes visibles. Finalmente, con el golpe de Estado, FNPL decidió disolverse y la revista Tacna no fue autorizada a reanudar sus publicaciones "en conformidad a las nuevas disposiciones sobre censura y control de la prensa".

#### Orden Nuevo(1973-1975)
Con Augusto Pinochet en el poder, los miembros del Grupo Tacna se vieron obligados a "refundar" la revista, esta vez llamada Orden Nuevo y dirigida por Guido Poli (miembro fundador de ONL y uno de los detenidos junto a Robertson en 1970), cuyo primer número sale a circulación en diciembre de 1970. La publicación se encontraba en un escenario que parecía favorable; contó ahora con nuevas formas de ayuda –como avisos de servicios públicos, y pudieron mejorar su presentación o engrosar sus páginas, sin embargo, de las disputas entre las tendencias dentro del régimen militar y las propias contradicciones del momento devino su pronta desaparición. Su último número (n°8, abril) fue publicado en 1975 y sus miembros (entre quienes se contaba el entonces repatriado Enrique Arancibia) se dispersaron adoptando nuevas rutas políticas.

#### Opositor al neoliberalismo de la Dictadura Militar (1976-1987)

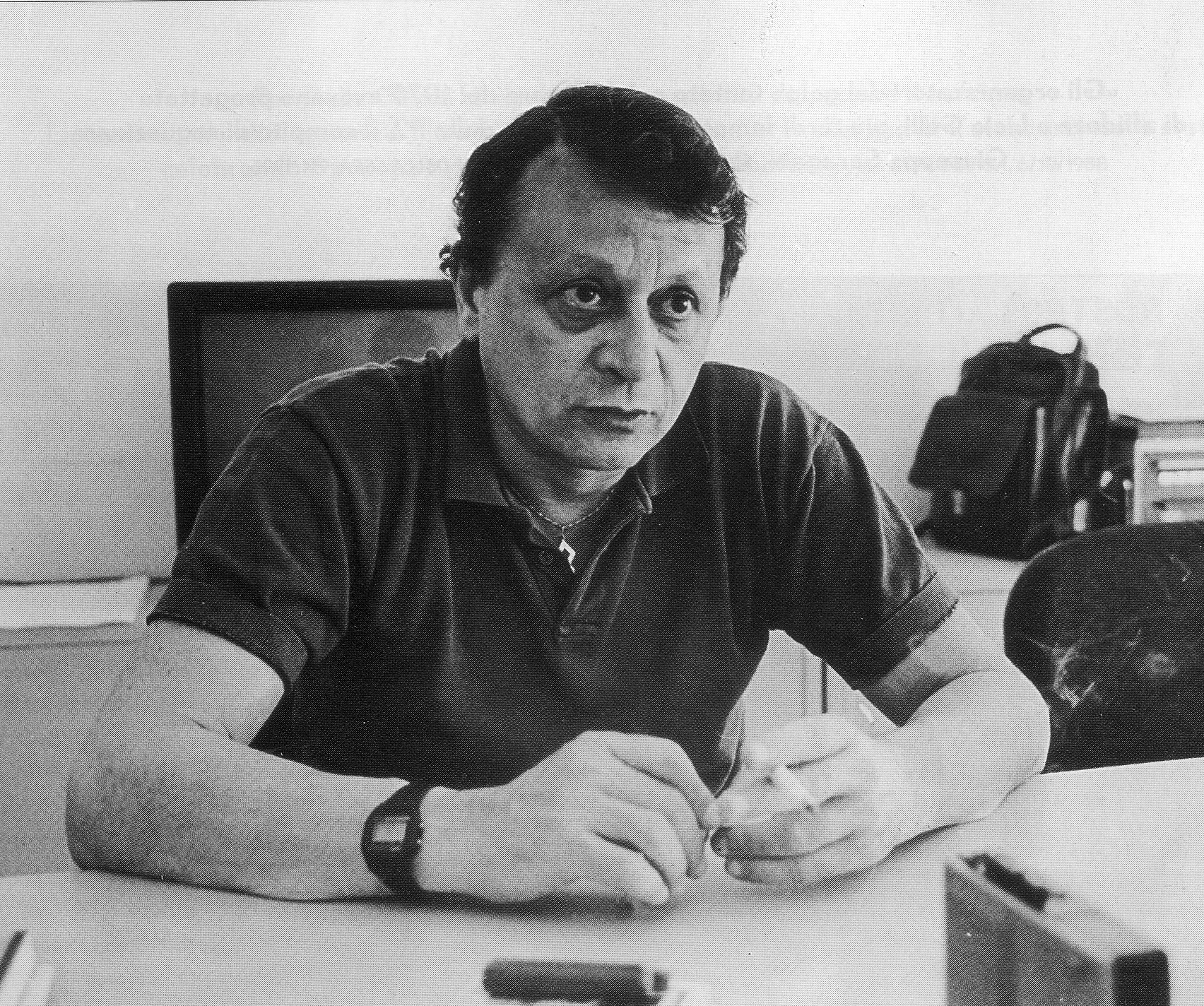
Stefano Delle Chiaie, terrorista neofascista italiano y asesor de la DINA (1976-1977). Aconsejó a Manuel Contreras que se debía asesinar a Robertson.

En septiembre de 1976, Robertson y otros líderes nacionalistas de todo tipo (entre los que se menciona a: Misael Galleguillos, en representación del MRNS; un enviado no identificado de Franz Pfeiffer Richter, del Partido Nacional Socialista Obrero de Chile; Juan Diego Dávila Basterrica, mano derecha de Miguel Serrano Fernández; Gastón Acuña Mac-Lean, nacionalista más bien solitario, próximo a Pablo Rodríguez Grez; Pedro Medina Murúa, hijo del coronel Pedro Medina, en representación de la Acción Nacionalista Revolucionaria, entre otros) asistieron a una reunión organizada por la Dirección de Inteligencia Nacional (DINA). Manuel Contreras, su director, quiso dar un enfoque político e ideológico al organismo secreto trayendo a un grupo de terroristas neofascistas italianos dirigidos por Stefano Delle Chiaie con experiencia criminal en todo el sur de Europa. Erwin Robertson sostuvo una tensa discusión con Delle Chiaie y su grupo, quienes, según el abogado chileno, daban a entender que venían a tratar con "personajes pintorescos y subdesarrollados".

Robertson: ¿Creen ustedes que el legado de Mussolini sea compatible con una de las expresiones más sucias del capitalismo, como es el gobierno del general Pinochet?

Delle Chiaie: Tú estás equivocado camarada. Este gobierno no es capitalista, la línea económica es una opción pragmática. Tienes que mirar más allá de las apariencias: el manejo económico del gobierno es sólo instrumental.

Discusión entre Robertson y Delle Chiaie según la investigación de Salazar, 2021

La intención de Contreras era unir a los neofascistas italianos con los nacionalistas y nazis chilenos, sin embargo, para estos últimos los italianos resultaron pedantes y el plan fracasó. Además, los asistentes chilenos sabían que la reunión había sido gestionada íntegramente por la DINA y que estaban siendo grabados en todo momento, haciendo que la discusión entre Robertson y Delle Chiaie tensionara al máximo la situación.
El grupo de Delle Chiaie aconsejó a Manuel Contreras que una forma de unir a los nacionalistas era eliminar físicamente a sus disidentes. Según Guido Poli, un exagente de la DINA, el primer blanco de esta purga iba a ser el profesor Erwin Robertson, pero Contreras no autorizó la operación. Los italianos acabaron por huir del país en 1977 cuando, ante el evidente exceso de las acciones represoras y el desprestigio internacional del gobierno, el general Contreras fue obligado a renunciar al Ejército por orden de la Junta Militar.

#### Revista Ciudad de los Césares(1988-actualidad)
Meses antes del Plebiscito nacional de Chile de 1988, y junto con algunos exmiembros del Movimiento Revolucionario Nacional Sindicalista, el Frente Nacionalista Patria y Libertad y el Grupo Tacna (todos descontentos con el giro neoliberal de la dictadura), fundan Ciudad de los Césares, una revista de corte académico que se mueve en el campo de la filosofía, historia, derecho, literatura y los Estudios clásicos. Su origen es descrito por Robertson como una respuesta al disgusto que sentían tanto al devenir democrático-liberal de Chile, como a lo que él consideraba un "régimen de militarismo pacifista". El grupo es originalmente liderado por Guillermo Andrade, y se distribuye de manera interna entre sus seguidores, proclamándose esta como una revista de corte nacional-revolucionario.
En relación con su labor en la revista y su vinculación al nazismo en Chile, Robertson ha sido descrito como "intelectual" o "claramente un ideólogo, que nada tiene que ver con palizas callejeras y que tampoco pretende formar un partido político". Por su parte, él ha dicho que es imposible adherir a esta ideología en tanto no hubo un ente continuador oficial (posterior a la Segunda Guerra Mundial) con legitimidad suficiente para definir "quienes lo eran y quienes no"; cosa que si ocurrió con las doctrinas marxistas y liberales. Sobre este tema, dijo un par de años antes para El Mercurio que "el presunto nazismo" en Chile "no corresponde a ningún peligro real" y que, citando uno de sus primeros trabajos, "el Movimiento Nacional Socialista (nacista) que existió en nuestro país era independiente de su cuasi-homónimo alemán"; agregó además que: 

en el nacismo chileno estaba conspicuamente ausente el tema del racismo; no que "su" racismo fuese "distinto del concepto «ario»", como afecta creer [Pablo] Ruíz-Tagle. Pues, entre otras singularidades del movimiento chileno, se encuentra el haber buscado su lugar entre las izquierdas y contribuído al triunfo del Frente Popular en 1938. Caso único sin duda para un movimiento pretendidamente "fascista".
Erwin Robertson, 2001

Un investigador de la Universidad de Buenos Aires señaló a Robertson y la revista como parte de una red de académicos tanto europeos como del cono sur dedicados a difundir y desarrollar ideologías nacionalistas y de la nueva derecha europea. El historiador y doctor en derecho José Díaz Nieva también lo vincula a la Nouvelle Droite.

## Publicaciones

### Libros
- 1986 - El nacismo chileno (Santiago: Ediciones Nuestramérica) ISBN 1123552923

- 2005 - El nacismo chileno: Un mouvement national-socialiste en Amérique latine (París: Avatar éditions). [en francés] ISBN 0954465253

- 2024 - Pensamiento nacionalista en Chile (Santiago: ICP) ISBN 9789566375043

### Libro editados
- 2013 - Iter XX: III Congreso Internacional de Estudios Griegos "Grecia y Nuestro Futuro" (Santiago: Universidad Metropolitana de Ciencias de la Educación)
- 2015 - El peregrino de la gran ansia. Visitas de Miguel Serrano a Ciudad de los Césares (Santiago: Ediciones Revista Ciudad de los Césares) ISBN 9789569655005
- 2016 - Vivir peligrosamente (comp.; Santiago: Aura Catena) ISBN 9789569655098

### Artículos académicos y capítulos de libro recientes (2010-presente)
- Robertson, Erwin (2019). "Nomos y physis. De la ley tradicional y la naturaleza en el mundo de Estados de Tucídides" en Iter XXV:  XV Encuentro Internacional de Estudios Clásicos: "El Hombre y la Naturaleza en el Mundo Antiguo" (Santiago: Universidad Metropolitana de Ciencias de la Educación), pp. 125-151.
- _________(2019). "Demos y ethnos: Apuntes  sobre  una  democracia  posible" en Ana Francisca Viveros (ed.), El mundo clásico y su trascendencia en la actualidad (Santiago: Universidad de Santiago de Chile), pp. 118-134.
- _________(2019). "De la justicia y del poder. Discusiones en la configuración del poder imperial romano" en Semanas de Estudios Romanos, Vol. XIX (Viña del Mar: Pontificia Universidad Católica de Valparaíso), pp. 181-203.
- _________(2019). Josine Blok Citizenship in Classical Athens Cambridge University Press, Cambridge (UK), 2017, 328 pp. Limes: Revista de Estudios Clásicos, 30, pp. 288-293.
- _________(2019). Paulo Donoso Johnson Recepción histórica y política de las Historias de Tucídides. Algunos casos en lengua hispana Instituto de Historia, P. Universidad Católica de Valparaíso, Valparaíso, 2018, 205 pp. Limes: Revista de Estudios Clásicos, 30, pp. 294-296.
- _________(2018). "Ktema es aiei:¿ posesión para siempre o las lecciones que queremos recibir?" en La utilidad de la historia (Ediciones Trea.), pp. 215-234.
- _________(2017). "En torno a la cuestión del homo sacer. Sacralidades arcaicas y construcciones intelectuales modernas". en Semanas de Estudios Romanos, Vol. XVIII (Viña del Mar: Pontificia Universidad Católica de Valparaíso), pp. 93-116.
- _________(2017) .Robin Osborne: Athens and Athenian Democracy. Limes: Revista de Estudios Clásicos, 28, pp. 213-218.
- _________(2017). Tucídides, Por la razón o la fuerza. Limes: Revista de Estudios Clásicos, 28, pp. 219-222.
- _________(2017). Res Gestae Divi Augusti. Limes: Revista de Estudios Clásicos, 28, pp. 223-228.
- _________(2017). "La “apuesta conservadora” de Mario Góngora" en: Rodríguez G. y Vergara, J. C. (ed.), Mario Góngora: el diálogo continúa... Once reflexiones sobre su obra (Santiago: Historia Chilena), pp. 195-223.
- _________(2016). Luciano Canfora: El mundo de Atenas. Limes: Revista de Estudios Clásicos, 27), pp. 294-299.
- _________(2015). El Princeps y la Constitución. Actualidad de un debate historiográfico. Intus-Legere Historia, 8(1), pp. 5-24.
- _________(2015). "Prosopografía y Revolución. La Revolución Romana de Rodríguez Ronald Syme" en Corti, P., Moreno, R., Widow, J.L. (ed.), ¿Qué hace el historiador al historiar? (Santiago: Universidad Adolfo Ibáñez), pp. 351-365.
- _________(2014). "Juliano Augusto, ¿restaurador olímpico o fanático tardo- antiguo?" en Frías, R. (ed.), Cultura helenística y cristianismo primitivo: actualidad de un (des)encuentro (Santiago: Centro de Estudios Clásicos de la Universidad Metropolitana de Ciencias de la Educación), pp. 235-254. 2014.
- _________(2013). "Dionisio de Halicarnaso y el problema de la constitución mixta romana" en Semanas de Estudios Romanos, Vol. XVI (Viña del Mar: Pontificia Universidad Católica de Valparaíso), pp. 325-334.
- _________(2013). "El Princeps y la Constitución. Actualidad de un Debate Histórico" en Actas de la primera Jornada de Humanidades. El Mundo Clásico y su trascendencia en la actualidad (Santiago: Universidad de Santiago de Chile), pp. 67-74.
- _________(2013). "¿Fue la democracia ateniense una democracia directa?" en III Internacional de Estudios Griegos: Grecia y nuestro futuro, Iter vol. XXI (Santiago: Universidad Metropolitana de Ciencias de la Educación), pp. 129-149.
- _________(2013). "Alethestáte próphasis. Consideraciones sobre la ‘causa más verdadera’ de una guerra (Tucídides 1.23.6)" en P. Corti,, R. Moreno, J.L. Widow (ed.), Las Causas en la Historia (Viña del Mar: Ediciones Altazor), pp. 55-71.
- _________(2013). Harriet I. Flowers: Roman Republics. Limes: Revista de Estudios Clásicos, 25, pp. 154-159.
- _________(2012). "Fiscalidad e Imperio en la Atenas Clásica", en Iter vol. XIX (Santiago: Universidad Metropolitana de Ciencias de la Educación), pp. 89-106.
- _________(2012). Karl-J. Hölkeskamp:Reconstructing the Roman Republic.  An Ancient Political Culture and Modern Research. Limes: Revista de Estudios Clásicos, 24, pp. 198-204.
- _________(2011). "La cultura antigua en la morfología de la historia universal de Oswald Spengler" en P. Corti, R. Moreno, J.L. Widow, Historia, Memoria y Narración (Viña del Mar: Ediciones Altazor), pp. 119-131.
- _________(2010). "Romulos Graecus. La primera constitución Romana según Dionisio de Halicarnaso" en Semanas de Estudios Romanos, Vol. XV (Viña del Mar: Pontificia Universidad Católica de Valparaíso), pp. 383-408.
- _________(2010). El problema de la democracia radical en la Atenas clásica. Intus-Legere Historia, 4(1), pp. 9-32.
- _________(2010). "Me Mnesikakein. Amnistía y Revolución en la Ciudad Antigua" en Widow, J. L.; Pezoa, A.; Marían, J. (eds.), Un magisterio vital: historia, educación y cultura. Homenaje a Héctor Herrera Cajas (Santiago: Editorial Universitaria), pp 177-196.